# Schizonycha rodhaini
Schizonycha rodhaini är en skalbaggsart som beskrevs av Moser 1924. Schizonycha rodhaini ingår i släktet Schizonycha och familjen Melolonthidae. Inga underarter finns listade i Catalogue of Life.